# Templul lui Solomon

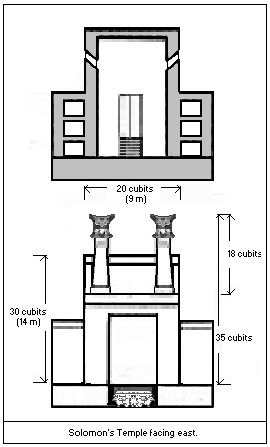
Templul lui Solomon, privire dinspre Est, schiță

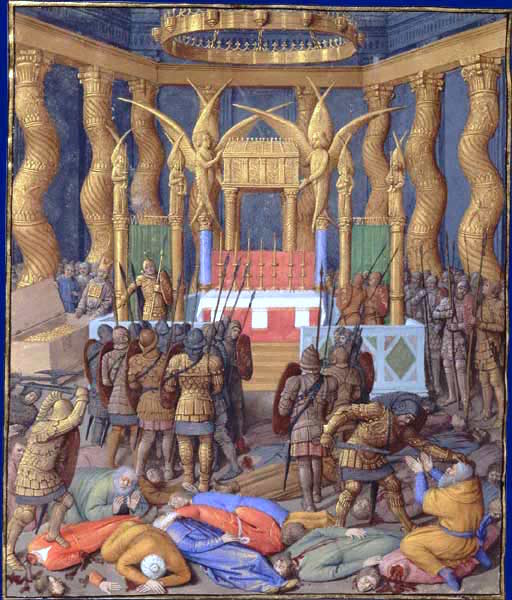
Pompei profanând Templul din Ierusalim

Templul lui Solomon sau Primul templu din Ierusalim a fost lăcașul sfânt al vechilor evrei. După izvoarele biblice ar fi fost construit de Solomon pe Muntele Moria, identificat cu Muntele Templului din zilele noastre. 
Templul lui Solomon a fost distrus, după relatarea biblică, în timpul cuceririi regatului Iudeei de către babilonieni, în anii 587-586 î.Hr. În timpul dominației persane, împăratul Cirus cel Mare a permis evreilor reclădirea lui. Noua clădire este cunoscută în istorie sub denumirea "Cel de-al Doilea Templu". Ea a cunoscut o amplă restaurație în anii domniei regelui Irod cel Mare. 
Al Doilea Templu din Ierusalim a fost distrus de romani în timpul represiunii revoltei evreilor din anii 66-73 e.n. contra stăpânirii romane. În contrast cu alte religii, religia iudaică era o religie monoteistă, iar templul slujea cultului unui singur Dumnezeu. Ierusalimul și templul său au fost cucerite de patru ori într-o zi de sabat, pentru că atunci evreii nu se apărau (Macabeii au executat la rândul lor mulți evrei care refuzau să se lupte în zi de șabat). 
Principalele sărbători religioase ale iudaismului erau celebrate la templul din Ierusalim, unde venea în pelerinaj întregul popor.
Din cauza problemelor religioase și politice, nu s-au mai intreprins excavări arheologice și au fost doar conspectări sumare de suprafață la Muntele Templului, de la expediția lui Charles Warren din 1867–70 încoace. Nu a fost găsită până astăzi nicio urmă a Templului lui Solomon propriu zis, din secolul al X-lea -al IX-lea î.Hr. și există de aceea dispute în legătură cu perioada în care a fost construit și cu mărimea sa. Israel Finkelstein și Neil Asher Silberman consideră că Templul nu a fost construit înainte de secolul VII î.Hr., fiind probabil construit de regele Iosia, care a domnit în Regatul Iuda între 639 și 609 î.Hr.
Anterior, mulți savanți acceptau narațiunea biblică a construcției Primului Templu de către Solomon ca fiind autentică; totuși, în anii 1980, abordările sceptice ale textului biblic, precum și dovezile arheologice i-au determinat pe unii savanți să se îndoiască dacă a existat vreun templu în Ierusalim construit încă din secolul al X-lea î.Hr. Unii savanți au sugerat că structura inițială construită de Solomon a fost relativ modestă și a fost reconstruită mai târziu la scară mai mare. Nu s-a găsit nicio dovadă directă pentru existența Templului lui Solomon, deși nu au fost efectuate săpături arheologice recente pe Muntele Templului din cauza sensibilității religioase și politice extreme a sitului. Săpăturile din secolul al XIX-lea și începutul secolului XX din jurul Muntelui Templului nu au identificat „măcar o urmă” a complexului. Ostraconul Casa lui Yahweh, datat din secolul al VI-lea î.Hr., se poate referi la Primul Templu.  Două descoperiri din secolul 21 din perioada israelită din Israelul actual au fost găsite asemănătoare cu Templul lui Solomon, așa cum este descris în Biblia ebraică: un model de altar de la începutul jumătății secolului al X-lea î.Hr. în Khirbet Qeiyafa și templul Tel Motza, datat din secolul al IX-lea î.Hr. și situat în vecinătatea Motza din Ierusalimul de Vest. De asemenea, s-a observat că descrierea biblică a Templului lui Solomon are asemănări cu mai multe temple siro-hitite din aceeași perioadă descoperite în Siria și Turcia moderne, cum ar fi cele din Ain Dara și Tell Tayinat.